# Montfaucon-en-Velay
Pour les articles homonymes, voir Montfaucon.
Montfaucon-en-Velay est une commune française située à l'est du Velay, dans le département de la Haute-Loire en région Auvergne-Rhône-Alpes.

## Géographie

### Localisation
La commune de Montfaucon-en-Velay se trouve dans le département de la Haute-Loire, en région Auvergne-Rhône-Alpes.
Elle se situe à 46 km par la route du Puy-en-Velay, préfecture du département, à 19 km d'Yssingeaux, sous-préfecture, et à 9 km de Tence, bureau centralisateur du canton des Boutières dont dépend la commune depuis 2015 pour les élections départementales.
Les communes les plus proches sont : 
Raucoules (1,5 km), Montregard (3,9 km), Dunières (4,2 km), Saint-Pal-de-Mons (7,5 km), Chenereilles (7,5 km), Lapte (7,6 km), Le Mas-de-Tence (7,9 km), Tence (8,1 km).
|           |                     | Dunières   |
| Raucoules | Montfaucon-en-Velay |            |
|           |                     | Montregard |

### Climat
Pour des articles plus généraux, voir Climat d'Auvergne-Rhône-Alpes et Climat de la Haute-Loire.
En 2010, le climat de la commune est de type climat de montagne, selon une étude du Centre national de la recherche scientifique s'appuyant sur une série de données couvrant la période 1971-2000. En 2020, Météo-France publie une typologie des climats de la France métropolitaine dans laquelle la commune est exposée à un climat de montagne ou de marges de montagne et est dans la région climatique Sud-est du Massif Central, caractérisée par une pluviométrie annuelle de 1 000 à 1 500 mm, minimale en été, maximale en automne.
Pour la période 1971-2000, la température annuelle moyenne est de 8,6 °C, avec une amplitude thermique annuelle de 16,2 °C. Le cumul annuel moyen de précipitations est de 1 031 mm, avec 10,5 jours de précipitations en janvier et 7,3 jours en juillet. Pour la période 1991-2020, la température moyenne annuelle observée sur la station météorologique de Météo-France la plus proche, « Saint-Romain-Lachalm », sur la commune de Saint-Romain-Lachalm à 9 km à vol d'oiseau, est de 9,2 °C et le cumul annuel moyen de précipitations est de 923,5 mm,. Pour l'avenir, les paramètres climatiques de la commune estimés pour 2050 selon différents scénarios d'émission de gaz à effet de serre sont consultables sur un site dédié publié par Météo-France en novembre 2022.

### Milieux naturels et biodiversité
Aucun espace naturel présentant un intérêt patrimonial n'est recensé sur la commune dans l'inventaire national du patrimoine naturel,,.

## Urbanisme

### Typologie
Au 1er janvier 2024, Montfaucon-en-Velay est catégorisée bourg rural, selon la nouvelle grille communale de densité à sept niveaux définie par l'Insee en 2022.
Elle est située hors unité urbaine et hors attraction des villes,.

### Occupation des sols
L'occupation des sols de la commune, telle qu'elle ressort de la base de données européenne d’occupation biophysique des sols Corine Land Cover (CLC), est marquée par l'importance des territoires agricoles (74,5 % en 2018), en diminution par rapport à 1990 (87,4 %). La répartition détaillée en 2018 est la suivante : 
prairies (74,5 %), zones urbanisées (21,4 %), forêts (4,2 %). L'évolution de l’occupation des sols de la commune et de ses infrastructures peut être observée sur les différentes représentations cartographiques du territoire : la carte de Cassini (XVIIIe siècle), la carte d'état-major (1820-1866) et les cartes ou photos aériennes de l'IGN pour la période actuelle (1950 à aujourd'hui).

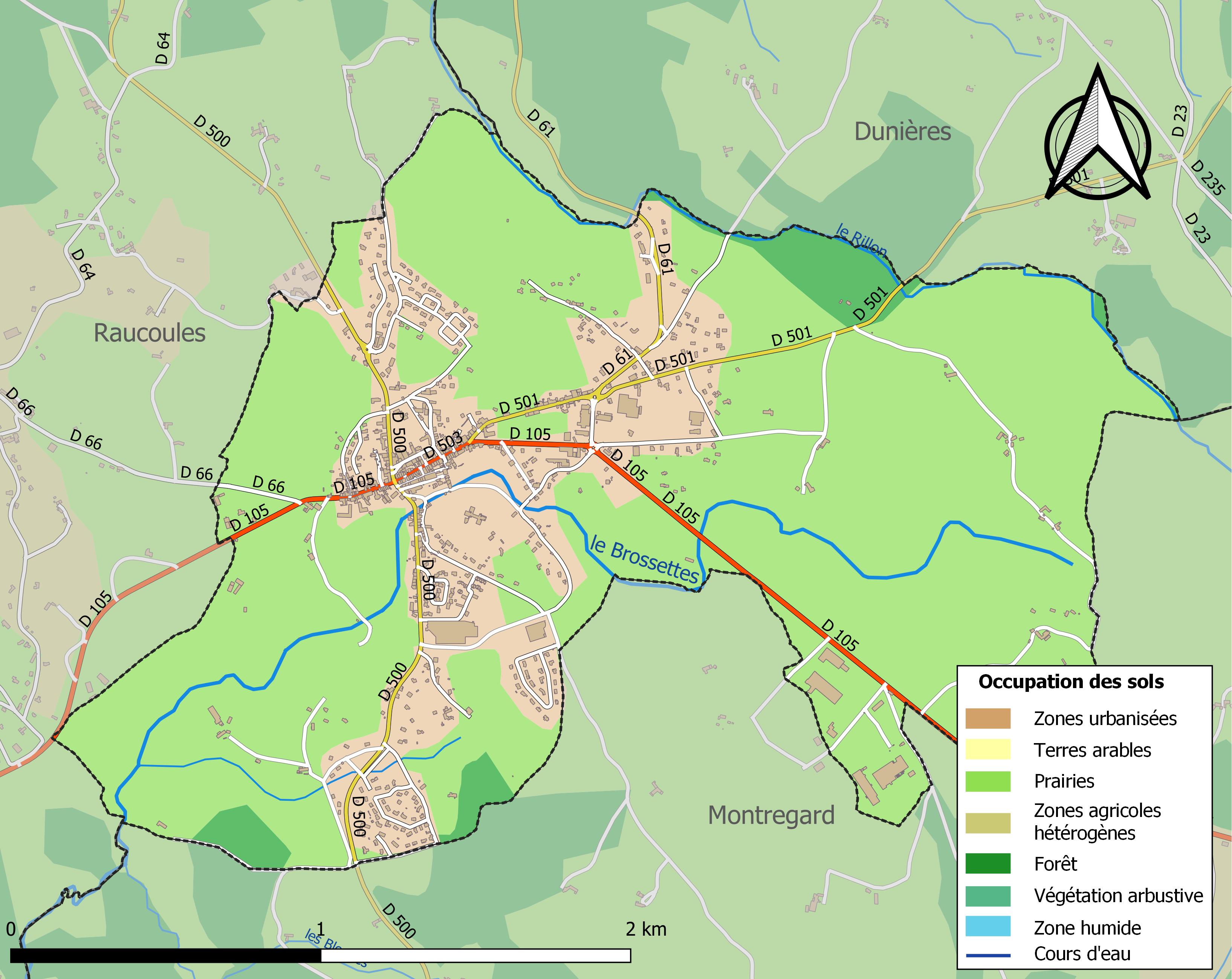
Carte des infrastructures et de l'occupation des sols de la commune en 2018 (CLC).
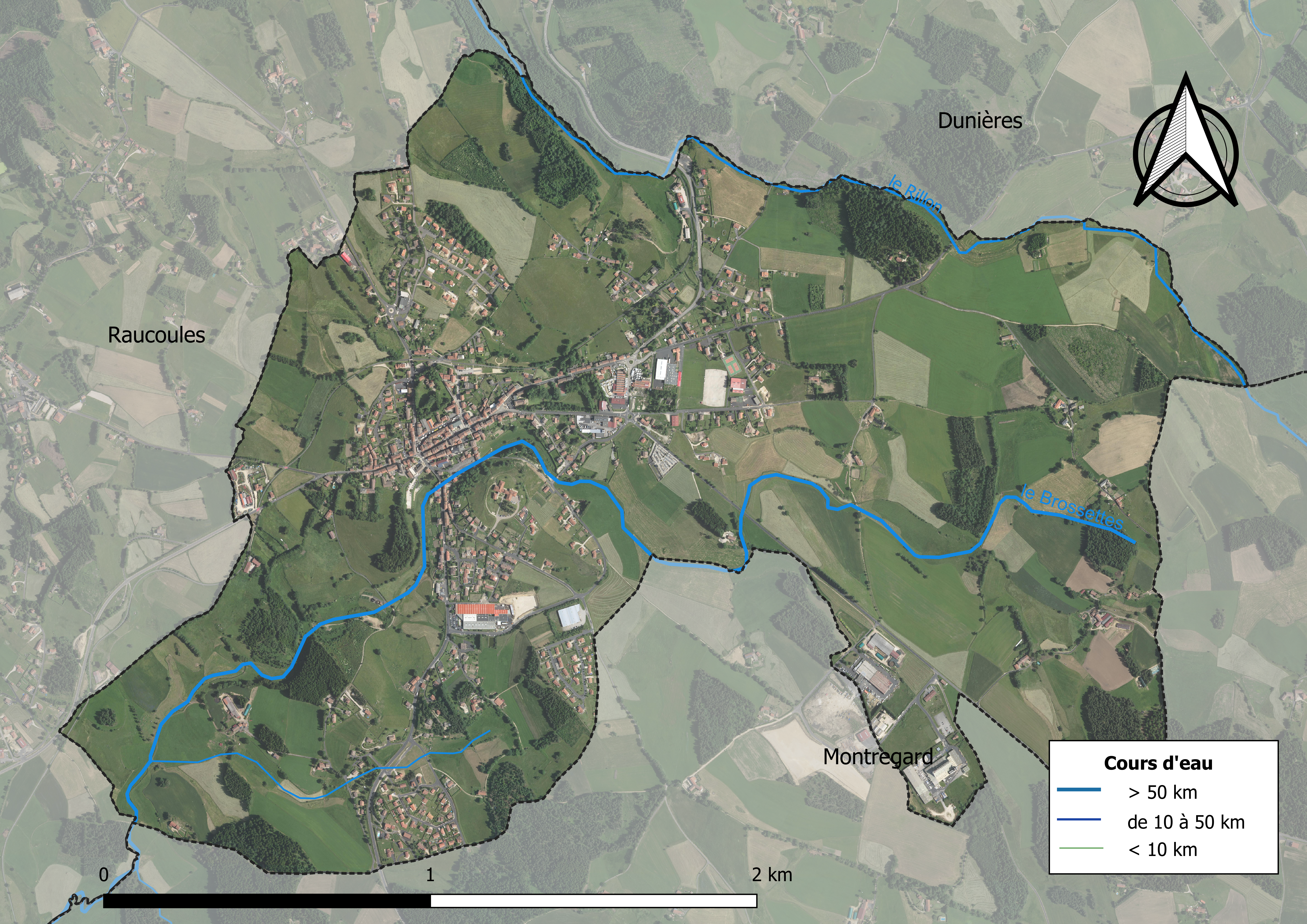
Carte orthophotographique de la commune.

### Habitat et logement
En 2018, le nombre total de logements dans la commune était de 720, alors qu'il était de 707 en 2013 et de 651 en 2008.
Parmi ces logements, 73,3 % étaient des résidences principales, 6,9 % des résidences secondaires et 19,8 % des logements vacants. Ces logements étaient pour 73,8 % d'entre eux des maisons individuelles et pour 26,2 % des appartements.
Le tableau ci-dessous présente la typologie des logements à Montfaucon-en-Velay en 2018 en comparaison avec celle de la Haute-Loire et de la France entière. Une caractéristique marquante du parc de logements est ainsi une proportion de résidences secondaires et logements occasionnels (6,9 %) inférieure à celle du département (16,1 %) mais supérieure à celle de la France entière (9,7 %). Concernant le statut d'occupation de ces logements, 75,7 % des habitants de la commune sont propriétaires de leur logement (70,7 % en 2013), contre 70 % pour la Haute-Loire et 57,5 pour la France entière.
| Typologie                                               | Montfaucon-en-Velay | Haute-Loire | France entière |
| ------------------------------------------------------- | ------------------- | ----------- | -------------- |
| Résidences principales (en %)                           | 73,3                | 71,5        | 82,1           |
| Résidences secondaires et logements occasionnels (en %) | 6,9                 | 16,1        | 9,7            |
| Logements vacants (en %)                                | 19,8                | 12,4        | 8,2            |

### Transports
La commune est desservie par les routes départementales 105, ancienne route nationale 105 reliant Yssingeaux à l'ouest et Saint-Bonnet-le-Froid à l'est, 500 (ancienne route nationale 500) reliant Saint-Pal-de-Mons au nord à Tence au sud et 501 (ancienne route nationale 501) reliant le centre-ville à Riotord au nord-est.

## Toponymie
Le nom de Montfaucon apparaît pour la première fois en 1291 (Mons Falco) dans un acte passé à Saint-Sauveur-en-Rue. Il désignerait un lieu habité (du latin mons, en français colline) associé au nom d’homme germanique Falke (en latin falco, en français faucon), ce qui indiquerait l’existence d’un poste fortifié au sommet d’une colline appartenant à un seigneur ou chef de guerre local.

## Histoire

### Héraldique
| Abrite faucon | Les armes de Montfaucon-en-Velay se blasonnent ainsi : « D'azur à trois fleurs de lis mal ordonnées d'argent. » Une autre version (blason de droite) se blasonne ainsi : « D'argent à une tour de gueules posée sur une terrasse d'azur, sommée d'un faucon au naturel. » |  |

## Politique et administration

### Découpage territorial
La commune de Montfaucon-en-Velay est membre de la communauté de communes du Pays de Montfaucon, un établissement public de coopération intercommunale (EPCI) à fiscalité propre créé le 23 décembre 1996 dont le siège est à Montfaucon-en-Velay. Ce dernier est par ailleurs membre d'autres groupements intercommunaux.
Sur le plan administratif, elle est rattachée à l'arrondissement d'Yssingeaux, au département de la Haute-Loire, en tant que circonscription administrative de l'État, et à la région Auvergne-Rhône-Alpes.
Sur le plan électoral, elle dépend du canton des Boutières pour l'élection des conseillers départementaux, depuis le redécoupage cantonal de 2014 entré en vigueur en 2015, et de la première circonscription de la Haute-Loire   pour les élections législatives, depuis le redécoupage électoral de 1986.

### Liste des maires
| Période                                  | Période  | Identité            | Étiquette | Qualité |
| ---------------------------------------- | -------- | ------------------- | --------- | ------- |
| Les données manquantes sont à compléter. |          |                     |           |         |
| mars 2001                                | 2020     | Jean Fayard         | DVD       |         |
| 2020                                     | En cours | François Régis Saby | SE        |         |

## Population et société

### Démographie

#### Évolution démographique
L'évolution du nombre d'habitants est connue à travers les recensements de la population effectués dans la commune depuis 1793. Pour les communes de moins de 10 000 habitants, une enquête de recensement portant sur toute la population est réalisée tous les cinq ans, les populations de référence des années intermédiaires étant quant à elles estimées par interpolation ou extrapolation. Pour la commune, le premier recensement exhaustif entrant dans le cadre du nouveau dispositif a été réalisé en 2004.

En 2022, la commune comptait 1 136 habitants, en évolution de −7,57 % par rapport à 2016 (Haute-Loire : +0,36 %, France hors Mayotte : +2,11 %).
| 1793 | 1800 | 1806 | 1821 | 1831  | 1836  | 1841  | 1846  | 1851  |
| ---- | ---- | ---- | ---- | ----- | ----- | ----- | ----- | ----- |
| 899  | 864  | 908  | 901  | 1 129 | 1 136 | 1 140 | 1 172 | 1 204 |

| 1856 | 1861 | 1866  | 1872 | 1876  | 1881  | 1886  | 1891  | 1896  |
| ---- | ---- | ----- | ---- | ----- | ----- | ----- | ----- | ----- |
| 991  | 957  | 1 047 | 981  | 1 028 | 1 119 | 1 107 | 1 190 | 1 196 |

| 1901  | 1906  | 1911  | 1921  | 1926 | 1931  | 1936  | 1946 | 1954 |
| ----- | ----- | ----- | ----- | ---- | ----- | ----- | ---- | ---- |
| 1 135 | 1 146 | 1 059 | 1 025 | 968  | 1 018 | 1 088 | 967  | 955  |

| 1962  | 1968  | 1975  | 1982  | 1990  | 1999  | 2004  | 2006  | 2009  |
| ----- | ----- | ----- | ----- | ----- | ----- | ----- | ----- | ----- |
| 1 131 | 1 206 | 1 346 | 1 352 | 1 381 | 1 207 | 1 154 | 1 142 | 1 270 |

| 2014  | 2019  | 2022  | - | - | - | - | - | - |
| ----- | ----- | ----- | - | - | - | - | - | - |
| 1 258 | 1 149 | 1 136 | - | - | - | - | - | - |

#### Pyramide des âges
La population de la commune est relativement âgée.
En 2018, le taux de personnes d'un âge inférieur à 30 ans s'élève à 26,9 %, soit en dessous de la moyenne départementale (31 %). À l'inverse, le taux de personnes d'âge supérieur à 60 ans est de 36,7 % la même année, alors qu'il est de 31,1 % au niveau départemental.
En 2018, la commune comptait 594 hommes pour 582 femmes, soit un taux de 50,51 % d'hommes, légèrement supérieur au taux départemental (49,13 %).
Les pyramides des âges de la commune et du département s'établissent comme suit.
| Hommes | Classe d’âge | Femmes |
| ------ | ------------ | ------ |
| 1,0    | 90 ou +      | 3,1    |
| 10,9   | 75-89 ans    | 17,7   |
| 19,5   | 60-74 ans    | 21,3   |
| 24,8   | 45-59 ans    | 21,1   |
| 13,4   | 30-44 ans    | 13,5   |
| 15,2   | 15-29 ans    | 13,7   |
| 15,2   | 0-14 ans     | 9,5    |

| Hommes | Classe d’âge | Femmes |
| ------ | ------------ | ------ |
| 0,9    | 90 ou +      | 2,5    |
| 8,4    | 75-89 ans    | 11,7   |
| 20,4   | 60-74 ans    | 20,5   |
| 21,3   | 45-59 ans    | 20,3   |
| 16,8   | 30-44 ans    | 16,3   |
| 15,2   | 15-29 ans    | 13,2   |
| 17     | 0-14 ans     | 15,6   |

### Enseignement
La commune possède deux écoles primaires, une publique (Abel-Grimmer) et une privée (Saint-Joseph).
Les établissements d'enseignement de la ville de Montfaucon-en-Velay relèvent de l'académie de Clermont-Ferrand (zone A)

## Économie

### Revenus
En 2018, la commune compte 534 ménages fiscaux, regroupant 1 120 personnes. La médiane du revenu disponible par unité de consommation est de 20 540 € (20 800 € dans le département).

### Emploi
| Division       | 2008  | 2013  | 2018  |
| -------------- | ----- | ----- | ----- |
| Commune        | 6,2 % | 6,6 % | 7,1 % |
| Département    | 6,3 % | 7,7 % | 7,7 % |
| France entière | 8,3 % | 10 %  | 10 %  |

En 2018, la population âgée de 15 à 64 ans s'élève à 682 personnes, parmi lesquelles on compte 73,5 % d'actifs (66,5 % ayant un emploi et 7,1 % de chômeurs) et 26,5 % d'inactifs,. Depuis 2008, le taux de chômage communal (au sens du recensement) des 15-64 ans est inférieur à celui de la France et du département.
La commune est hors attraction des villes,. Elle compte 693 emplois en 2018, contre 663 en 2013 et 680 en 2008. Le nombre d'actifs ayant un emploi résidant dans la commune est de 459, soit un indicateur de concentration d'emploi de 150,9 % et un taux d'activité parmi les 15 ans ou plus de 49,2 %.
Sur ces 459 actifs de 15 ans ou plus ayant un emploi, 156 travaillent dans la commune, soit 34 % des habitants. Pour se rendre au travail, 81,3 % des habitants utilisent un véhicule personnel ou de fonction à quatre roues, 0,4 % les transports en commun, 11,8 % s'y rendent en deux-roues, à vélo ou à pied et 6,5 % n'ont pas besoin de transport (travail au domicile).

### Entreprises et commerces
La zone d'activité de Jacquet, située dans la commune, compte deux entreprises, l'une dans le domaine de la mécanique, l'autre dans le textile.
La zone d'activité du Cantonnier, sur les communes de Montfaucon et Montregard, compte sept entreprises dans les domaines de l'agro-alimentaire, industrie, transport.

## Culture locale et patrimoine

### Lieux et monuments

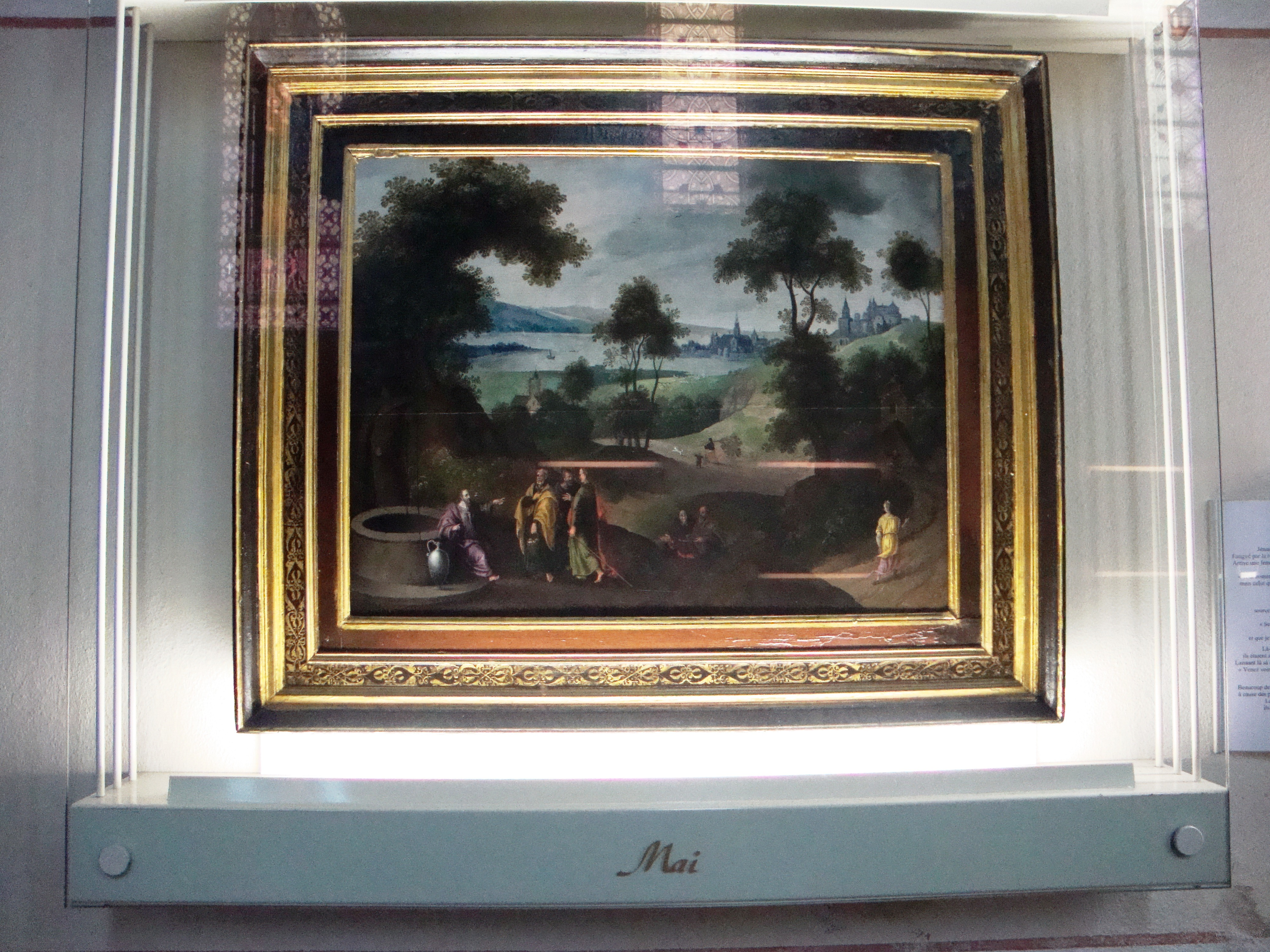
Les 12 mois par Grimmer (1592) : le mois de mai, dans la chapelle Notre-Dame.

La ville est connue pour la chapelle Notre-Dame, qui conserve l'œuvre de l'artiste peintre flamand Abel Grimmer. Il s'agit d'une série de douze tableaux illustrant les douze mois de l'année.
La chapelle abrite également une statue de la Vierge du XVIe siècle et un maître-autel de marbre blanc d'Italie.

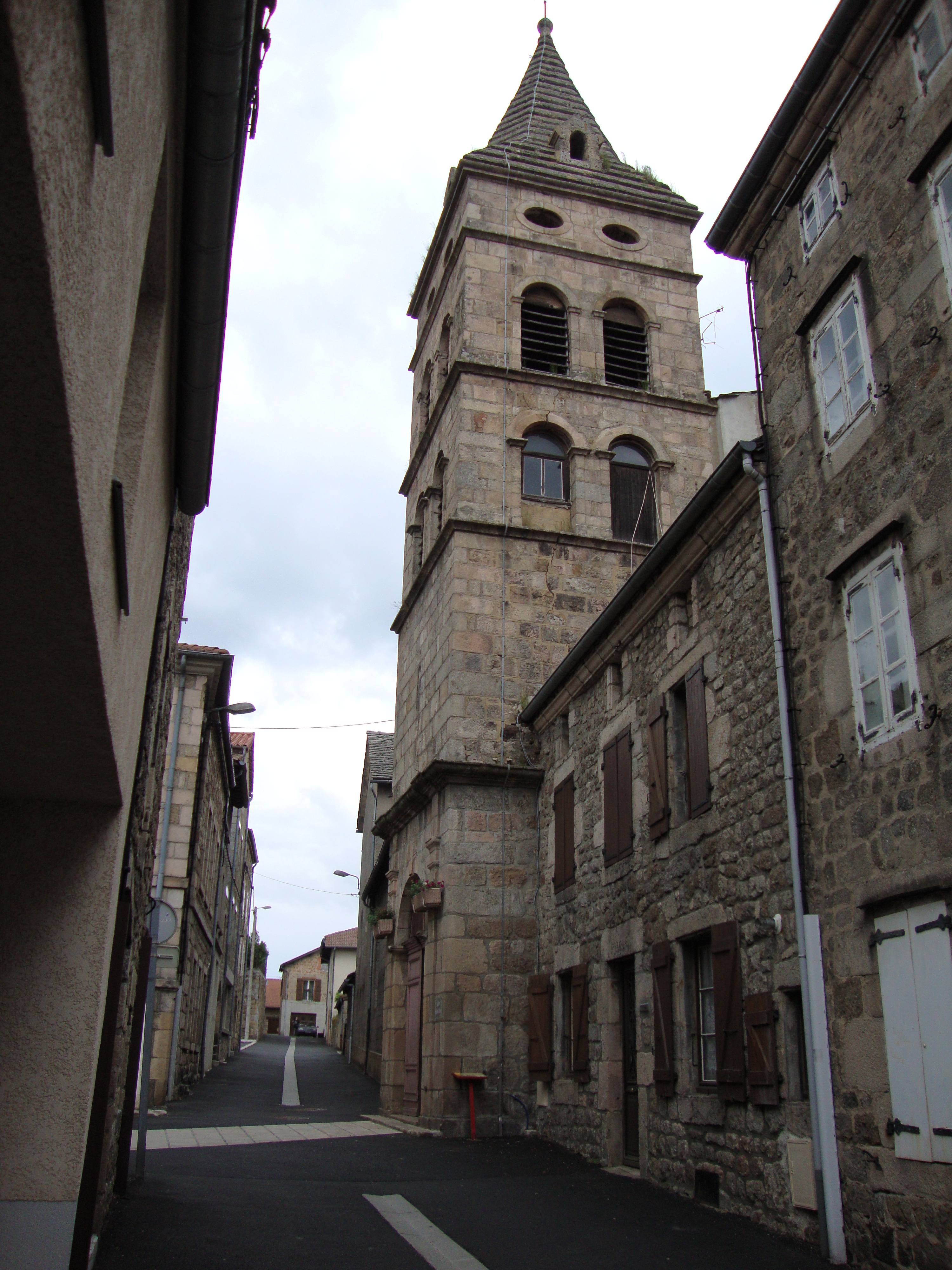
Église Saint-Pierre, la tour.
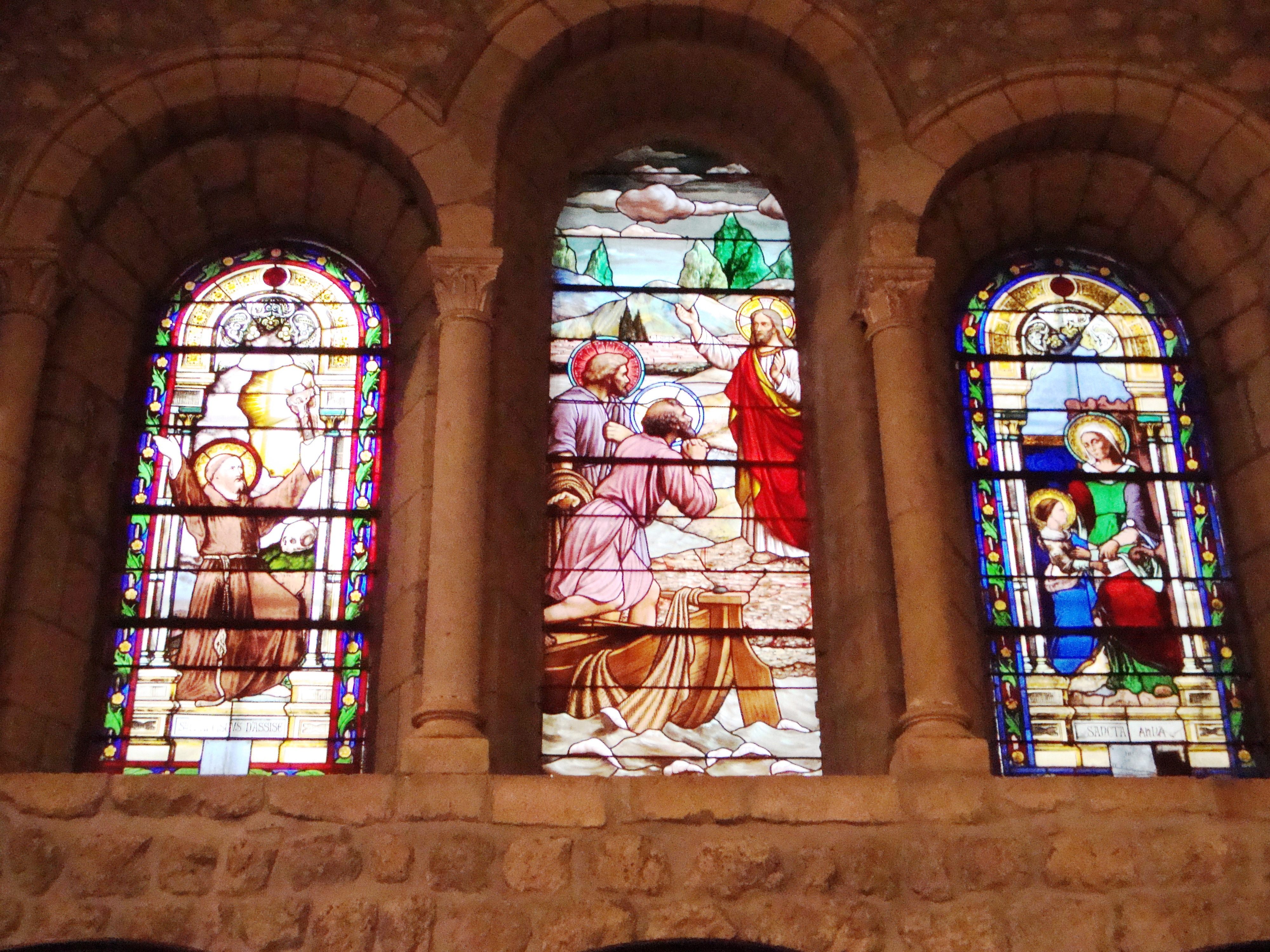
Église Saint-Pierre, triptyque de vitraux.
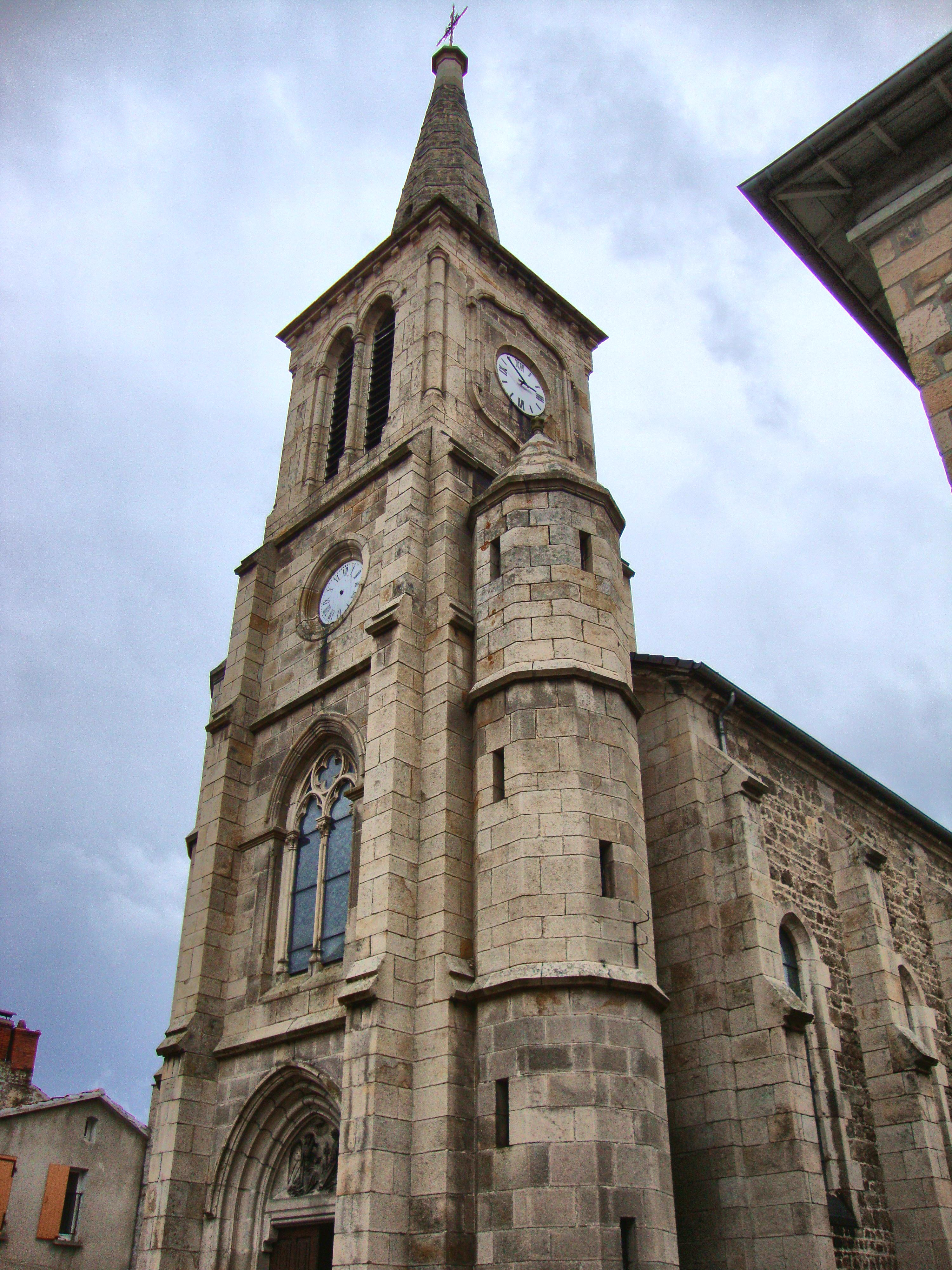
Chapelle Notre-Dame, la tour.

### Personnalités liées à la commune
- Willy Sagnol (né en 1977), footballeur.